# Новопокровка (Тяжинский район)
Новопокро́вка — деревня в Тяжинском районе Кемеровской области. Административный центр Новопокровского сельского поселения.

## Население
| 2010 |
| ---- |
| 416  |

## Улицы
- ул. Будённого,
- ул. Гагарина,
- ул. Мира,
- ул. Олимпийская,
- ул. Центральная.

## Экономика
В деревне действует колхоз «Покровский».